# Іст-Монпельє (переписна місцевість, Вермонт)
Іст-Монпельє (англ. East Montpelier) — переписна місцевість (CDP) в США, в окрузі Вашингтон штату Вермонт. Населення — 107 осіб (2020).

## Географія
Іст-Монпельє розташований за координатами 44°16′11″ пн. ш. 72°29′12″ зх. д. / 44.26972° пн. ш. 72.48667° зх. д. (44.269662, -72.486737).  За даними Бюро перепису населення США в 2010 році переписна місцевість мала площу 0,25 км², з яких 0,24 км² — суходіл та 0,01 км² — водойми.

## Демографія
Згідно з переписом 2010 року, у переписній місцевості мешкало 80 осіб у 34 домогосподарствах у складі 22 родин. Густота населення становила 321 особа/км².  Було 39 помешкань (156/км²).
Расовий склад населення:
| - 95,0 % — білих - 1,3 % — азіатів |

До двох чи більше рас належало 3,8 %. Частка іспаномовних становила 0,0 % від усіх жителів.
За віковим діапазоном населення розподілялося таким чином: 16,2 % — особи молодші 18 років, 72,5 % — особи у віці 18—64 років, 11,3 % — особи у віці 65 років та старші. Медіана віку мешканця становила 45,0 року. На 100 осіб жіночої статі у переписній місцевості припадало 95,1 чоловіків;  на 100 жінок у віці від 18 років та старших — 103,0 чоловіків також старших 18 років.
Цивільне працевлаштоване населення становило 49 осіб. Основні галузі зайнятості: роздрібна торгівля — 32,7 %, виробництво — 32,7 %, транспорт — 18,4 %, освіта, охорона здоров'я та соціальна допомога — 16,3 %.